# Bourse du Coton de Mobile
La Bourse du Coton de Mobile était une bourse de commerce qui a fonctionné à partir de 1871 et jusqu'en 1942, dans la ville de Mobile, un port de l' Alabama, pour permettre aux négociants de coton, de faciliter l'entreposage et l'expédition au départ de la Baie de Mobile. Il s'agissait de la troisième bourse du coton fondée aux États-Unis, à la suite de celles de New York et de la Nouvelle-Orléans. Sa création a été suivie par celles de Savanha et de Memphis.

## L'histoire
À la suite du succès initial des échanges à New York et à la Nouvelle-Orléans, les courtiers en coton de Mobile ont vu la nécessité de protéger leur marché local et de coordonner les règles et règlements pour la vente, l'achat et la manipulation de coton. Avec Thomas K. Irwin en tant que président, ils ont fondé leur Bourse sur la Rue Saint michel en décembre 1871. La Bourse a couvert cinquante-et-un des comtés de l'Alabama et vingt dans le Mississippi. L'échange a déménagé en 1886 dans un nouveau bâtiment conçu à l'angle  des rues de Saint-François et du Nord-Commerce. Ce bâtiment a brûlé en 1917. La Bourse du Coton fermé en août 1942  jusqu'à la fin de la guerre.  Elle n'a jamais rouvert, cependant.